# Walter Hoernlein
Walter Hoernlein, nemški general, * 2. januar 1893, † 14. september 1961.